# Philadelphus trichothecus
Philadelphus trichothecus är en hortensiaväxtart som beskrevs av Shiu Ying Hu. Philadelphus trichothecus ingår i släktet schersminer, och familjen hortensiaväxter. Inga underarter finns listade i Catalogue of Life.